# Themis (tijdschrift)
Themis was een Nederlands juridisch tijdschrift. Het fuseerde in 1939 met Rechtsgeleerd Magazijn tot Rechtsgeleerd Magazijn Themis (RM Themis); gemeten vanaf de oprichting van Themis is dat het oudste nog bestaande juridische tijdschrift van Nederland. 
De oprichters in 1839 waren de advocaten Abraham de Pinto, David H. Levyssohn en Nicolaas Olivier, ze gaven Themis de ondertitel Regtskundig tijdschrift. Hun motief voor het tijdschrift was sterk verbonden met de actualiteit: ongeveer 25 jaar na de Franse Tijd had Nederland sinds 1 oktober 1838 eindelijk een eigen Burgerlijk Wetboek. Dit wetboek leunde sterk op de Franse wetgeving die tot oktober 1838 van kracht was. De oprichters van Themis zorgden ervoor dat het tijdschrift het discussieplatform werd voor juristen die met talloze praktische kwesties werden geconfronteerd en onderzochten hoe die met de bestaande wetgeving konden worden opgelost, of waarvoor nieuwe wetgeving nodig was. Het allereerste artikel is er in 1839 meteen een voorbeeld van. Het onderzoekt met de regels uit het Frans, het Romeins en het Nederlands recht hoe het zit met de verkoop van roerende en onroerende goederen die eigendom zijn van minderjarigen, of die het gemeenschappelijk bezit zijn van minderjarigen en meerderjarigen. Andere onderwerpen gaan over onteigening, over de vraag of een belastingambtenaar zonder toestemming van de rechter iemands woning mag inspecteren, en hoe bij een echtscheiding moet worden geprocedeerd als er bij een van de echtgenoten sprake is van een 'onterende straf'.
Het tijdschrift werd gezaghebbend door de kwaliteit van de 'mede-arbeiders' die er hun bijdragen in publiceerden. Deel 11 (1864) noemt er 28, een gezelschap van rechters, advocaten, hoogleraren, referendarissen, een lid van Provinciale Staten en officieren van justitie. De Nederlandse rechtsstaat stond rond 1850 nog in de kinderschoenen, Themis werd een belangrijk medium bij de opbouw van de rechtsorde.